# Ulica Józefa Łukaszewicza w Poznaniu
Ulica Józefa Łukaszewicza (przed 1918 r. i 1939–1945 niem. Ferdinand-von-Zeppelin-Strasse) – znajduje się na Łazarzu, na obszarze jednostki pomocniczej Osiedle Św. Łazarz, w Poznaniu. Biegnie w linii północ-południe, od placyku u zbiegu ul. Małeckiego i Granicznej, do ulicy Klaudyny Potockiej. Kolejne przecznice, to Rynek Łazarski i ul. Calliera, ul. Mottego, ul. Karwowskiego i ul. Floriana Stablewskiego. Częściowo powtarza bieg strumienia, który wraz z ul. Graniczną aż do 1900 r. wyznaczał styk dawnych wsi Wilda i Święty Łazarz. Pierwotnie stanowiła przedłużenie ul. Granicznej, w 1909 r. nadano jej imię Ferdinanda von Zeppelina. Po 1919 r. nosi imię historyka Józefa Łukaszewicza.
Poszczególne odcinki są zróżnicowane pod względem zabudowy. Najstarsze, kilkupiętrowe eklektyczne kamienice z początku XX w. wznoszą się w początkowej części ulicy. Interesującym przykładem secesji jest kamienica na rogu ul. Mottego, dom własny architekta Waltera Czygana. Przy ul. Karwowskiego skupione są kameralne dwupiętrowe zabudowania dawnej Spółdzielni Urzędników Niemieckich (DBWBV) z lat 1912–1913 (projekt Josepha Leimbacha). W jednym z tych domów, pod nr 23, po I wojnie światowej przekazanych Uniwersytetowi Poznańskiemu, mieszkała prof. Mieczysława Ruxerówna. Przy ul. Łukaszewicza mieszkał również prof. Antoni Danysz. Jest też kilka przykładów funkcjonalistycznego budownictwa  mieszkaniowego z lat 30. XX w. Z zabudowań wzniesionych po II wojnie światowej wyróżnia się gmach Szkoły Podstawowej nr 9  z lat 1955–1958, z fasadą dawniej wspartą na ażurowych arkadach (proj. Stefan Zieleskiewicz). Przed szkołą w 1967 r. odsłonięto głaz pamiątkowy patrona, dr Franciszka Witaszka. Dalej znajdują się socrealistyczne bloki osiedla mieszkaniowego z lat 50. z malowniczymi balkonami, jak również zabudowa magazynowa.

## Galeria

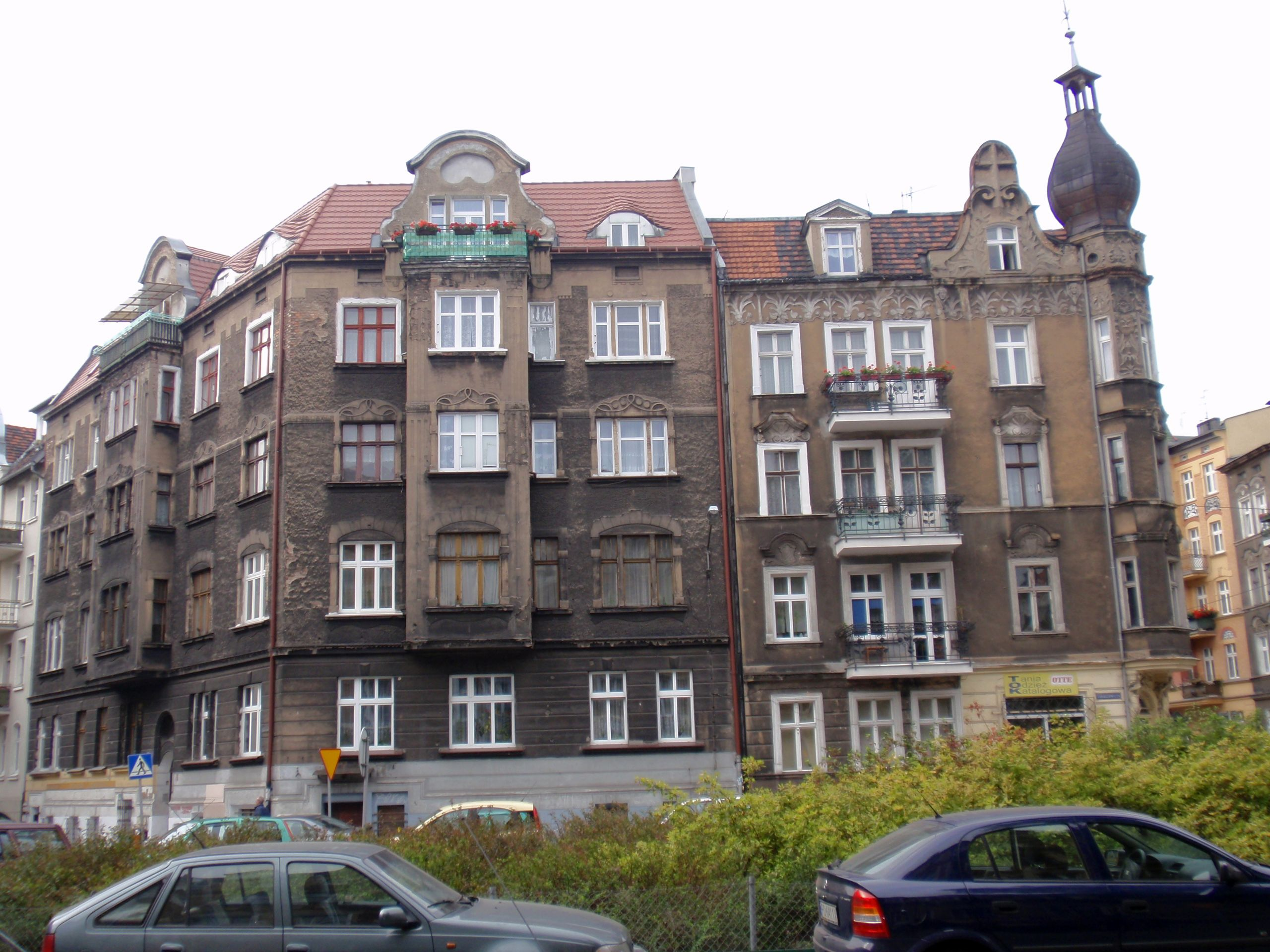
Narożnik ul. Łukaszewicza i Małeckiego
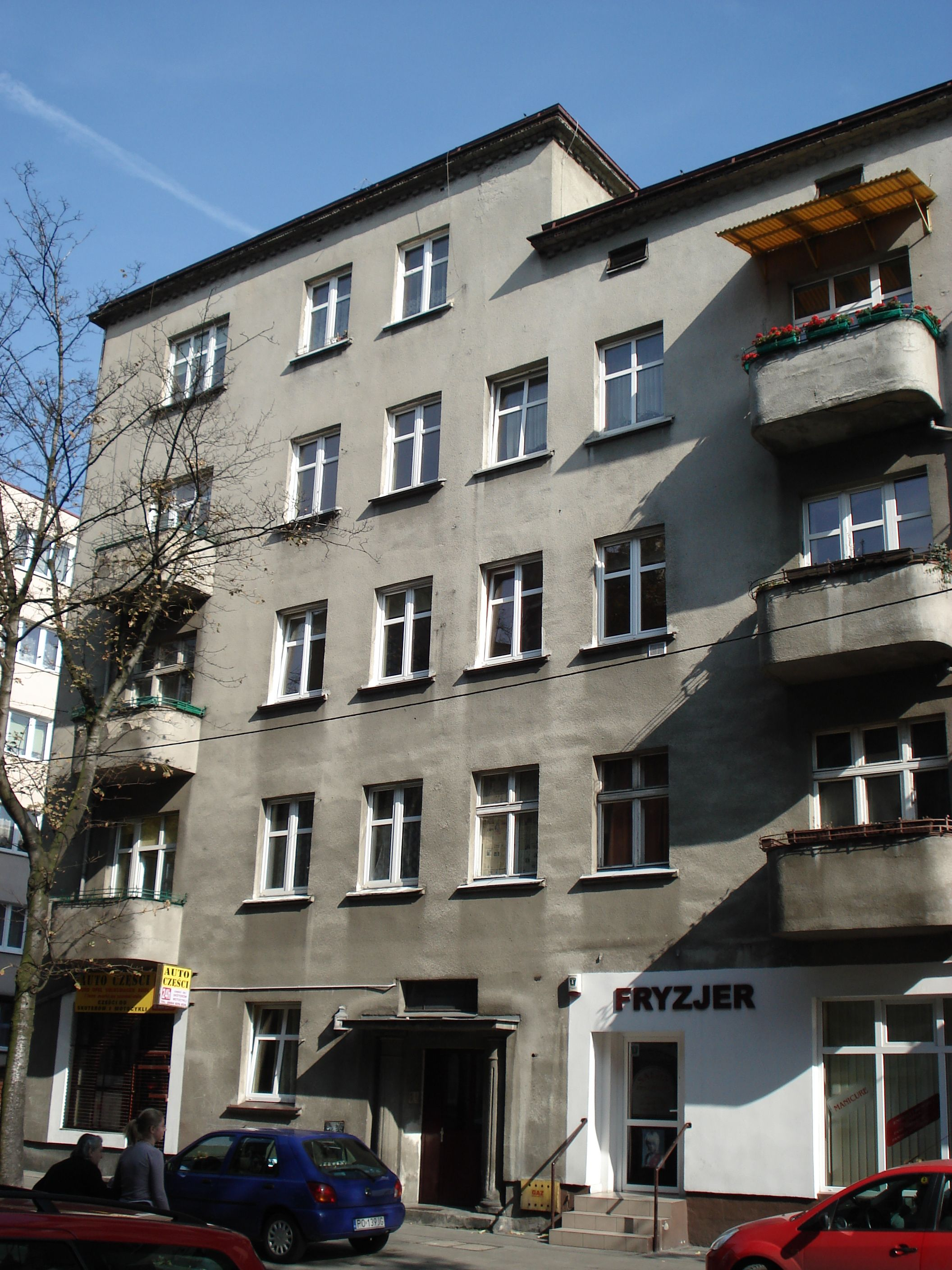
Kamienica z lat 30. XX w.
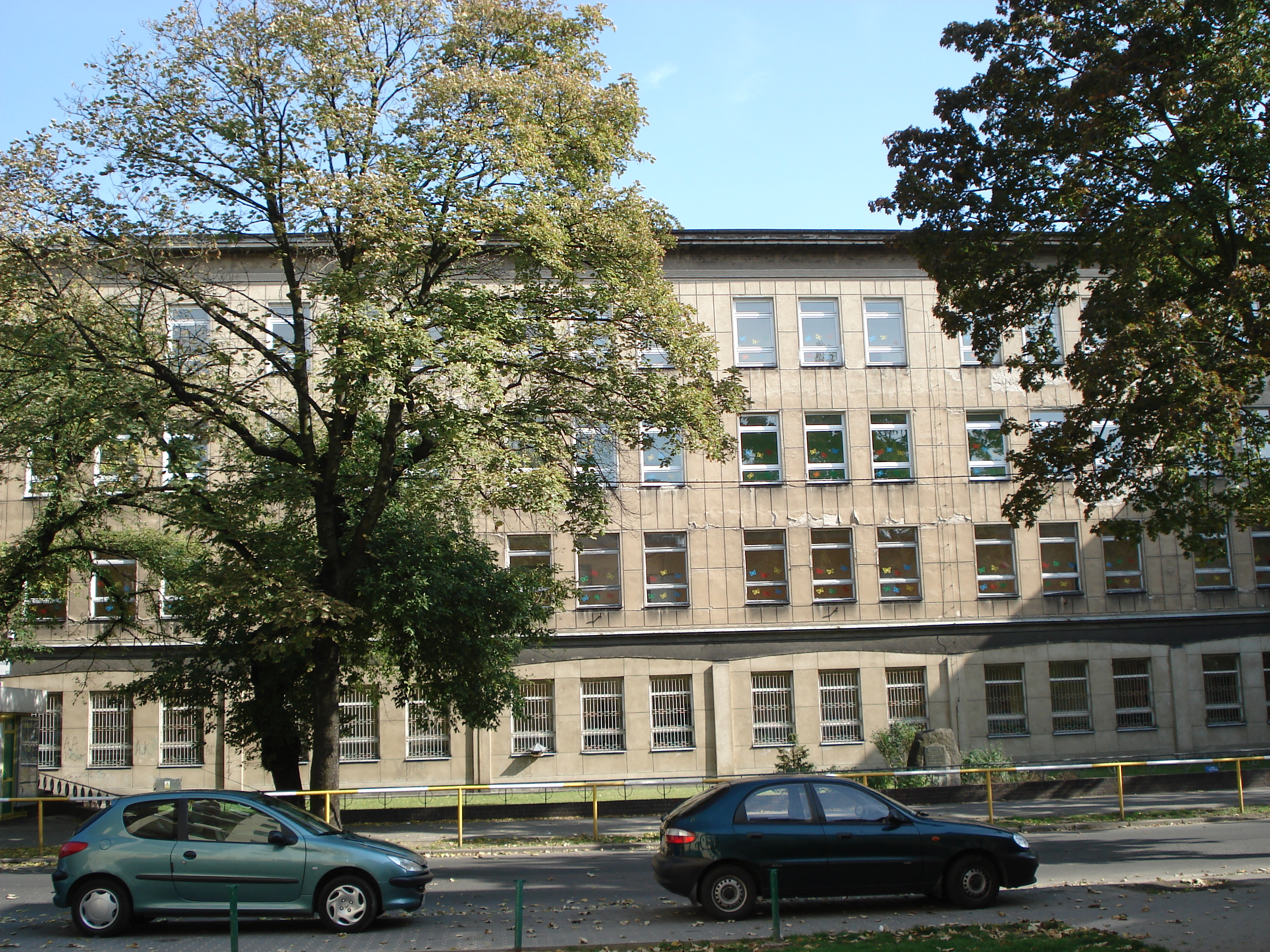
Szkoła Podstawowa nr 9
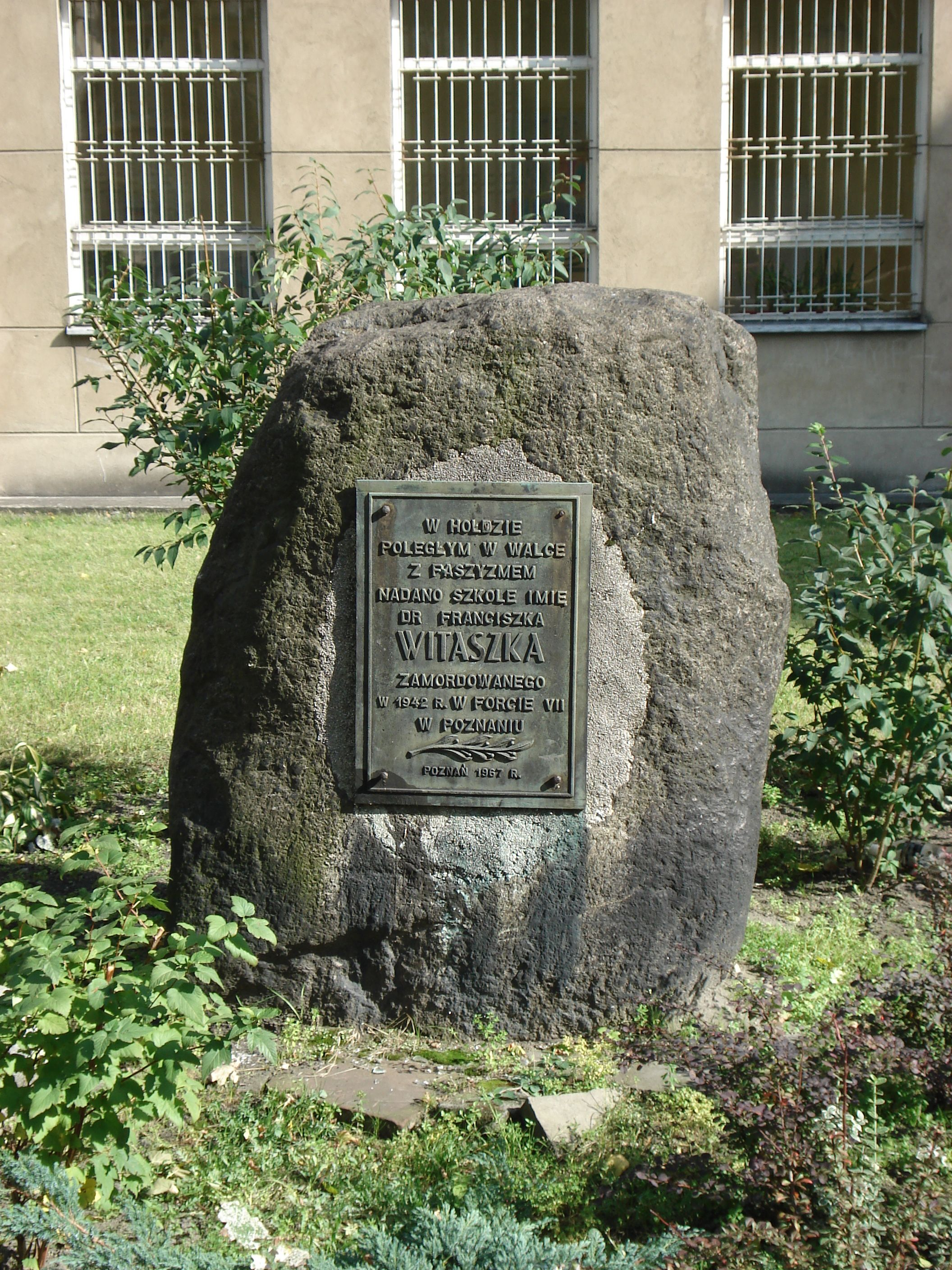
Głaz pamiątkowy dra Franciszka Witaszka
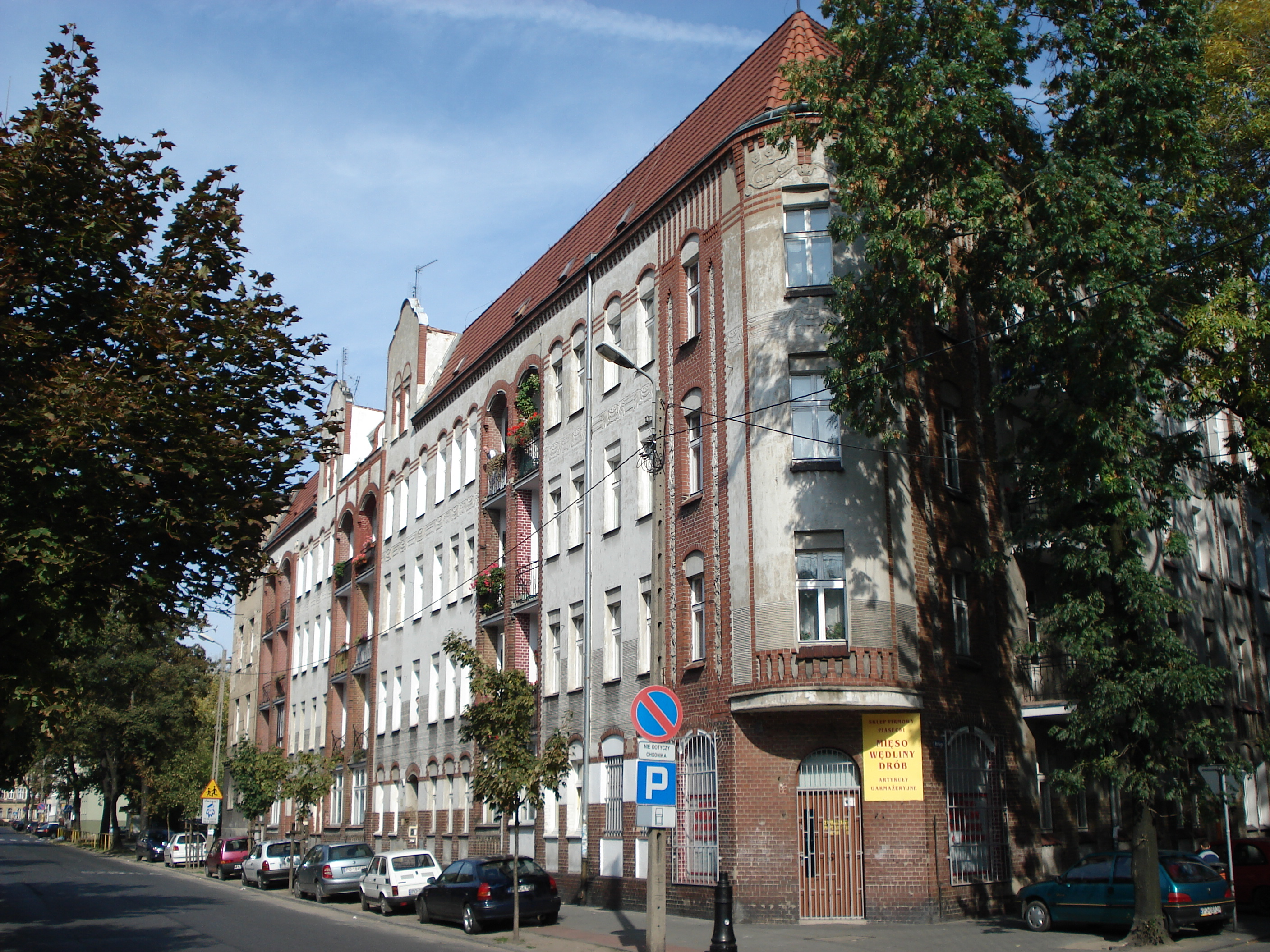
Kamienica Waltera Czygana
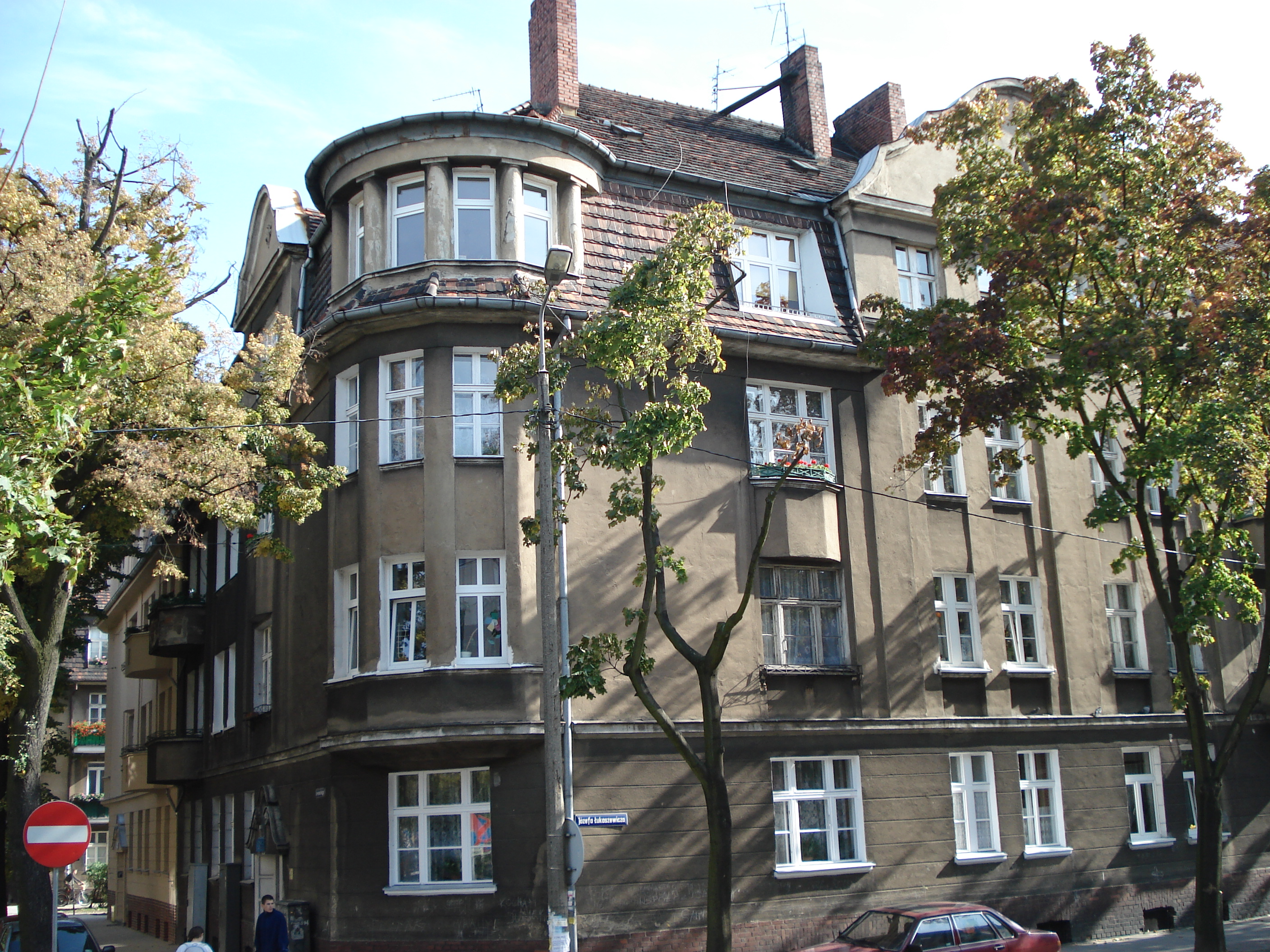
Dom d. kolonii urzędniczej
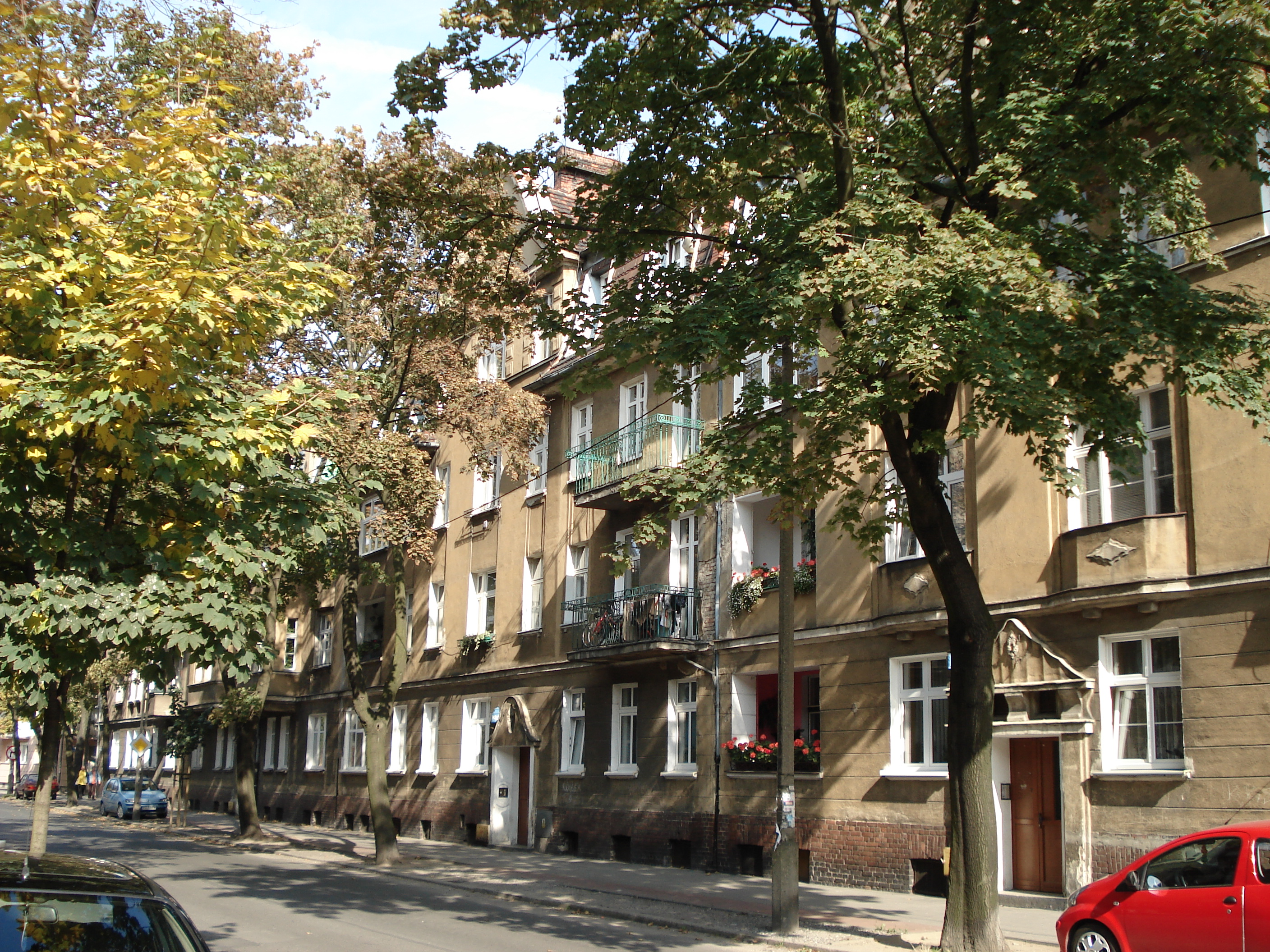
Fragment d. kolonii urzędniczej
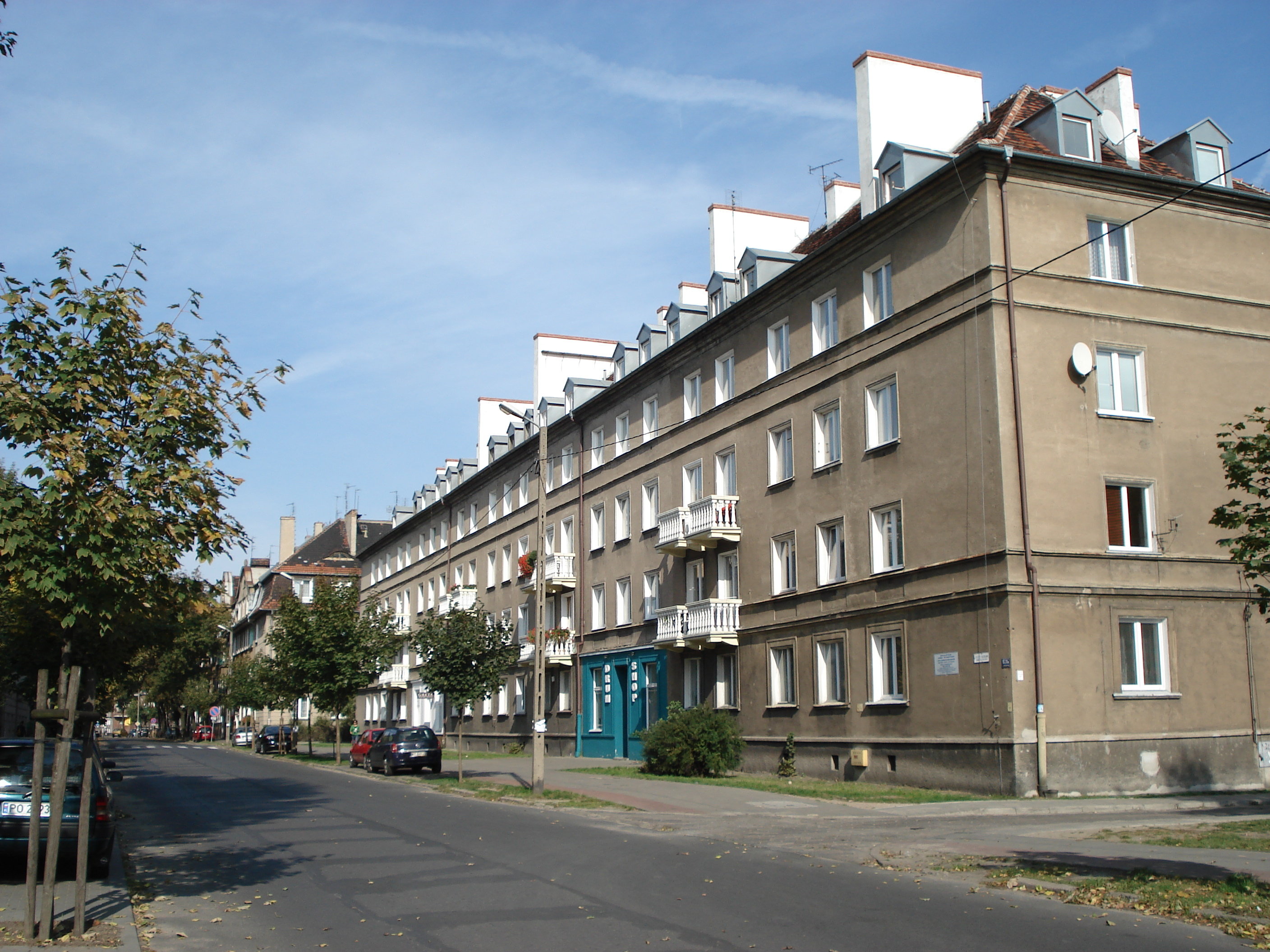
Blok z lat 50. XX w.
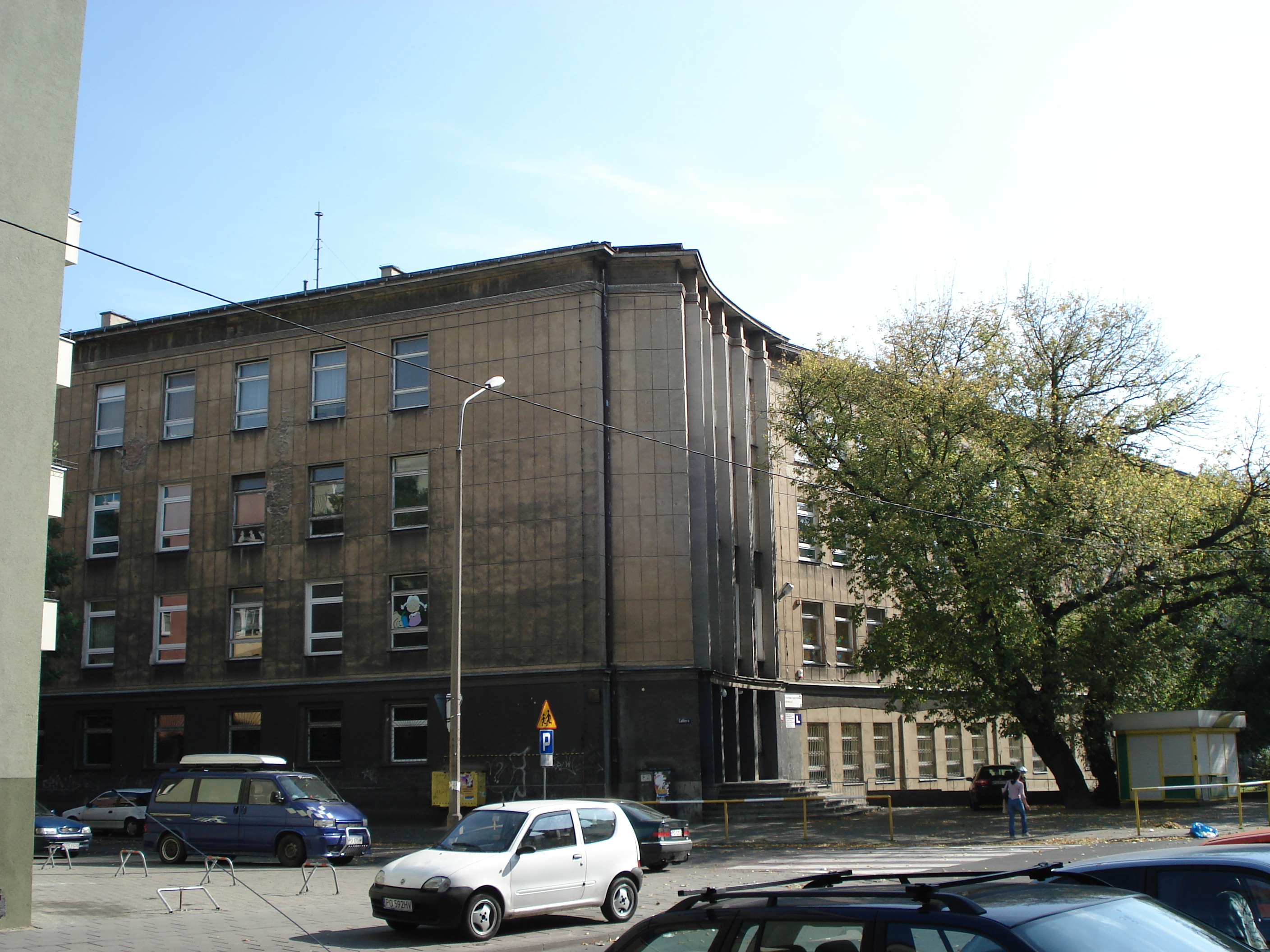
Szkoła Podstawowa nr 9